# Язёвка (приток Кобры)
Язёвка — река в России, протекает в Койгородском районе Республики Коми. Устье реки находится в 271 км по правому берегу реки Кобра. Длина реки составляет 32 км, площадь — 144 км².
Исток реки в заболоченном лесу на холмах Северных Увалов в 37 км к юго-востоку от села Ношуль. Исток лежит на водоразделе бассейнов Волги и Северной Двины, рядом с истоком Язёвки находится исток реки Елга (бассейн Лузы). Река течёт на юго-восток и восток по ненаселённому, частично заболоченному лесному массиву. Впадает в Кобру в 51 км к юго-западу от села Койгородок.

## Данные водного реестра
По данным государственного водного реестра России относится к Камскому бассейновому округу, водохозяйственный участок реки — Вятка от истока до города Киров, без реки Чепца, речной подбассейн реки — Вятка. Речной бассейн реки — Кама.
По данным геоинформационной системы водохозяйственного районирования территории РФ, подготовленной Федеральным агентством водных ресурсов:
- Код водного объекта в государственном водном реестре — 10010300212111100030672
- Код по гидрологической изученности (ГИ) — 111103067
- Код бассейна — 10.01.03.002
- Номер тома по ГИ — 11
- Выпуск по ГИ — 1